# Tomioka, Fukushima
Tomioka (japanska: 富岡町?, Tomioka-machi) är en landskommun (köping) i Fukushima prefektur i Japan.  
Kommunen drabbades hårt av jordbävningen vid Tohoku 2011 och den därpå följande Fukushima-olyckan. År 2010 hade kommunen 16 000 invånare, år 2022 bodde endast cirka 1 500 i Tomioka.